# Renate Sommer

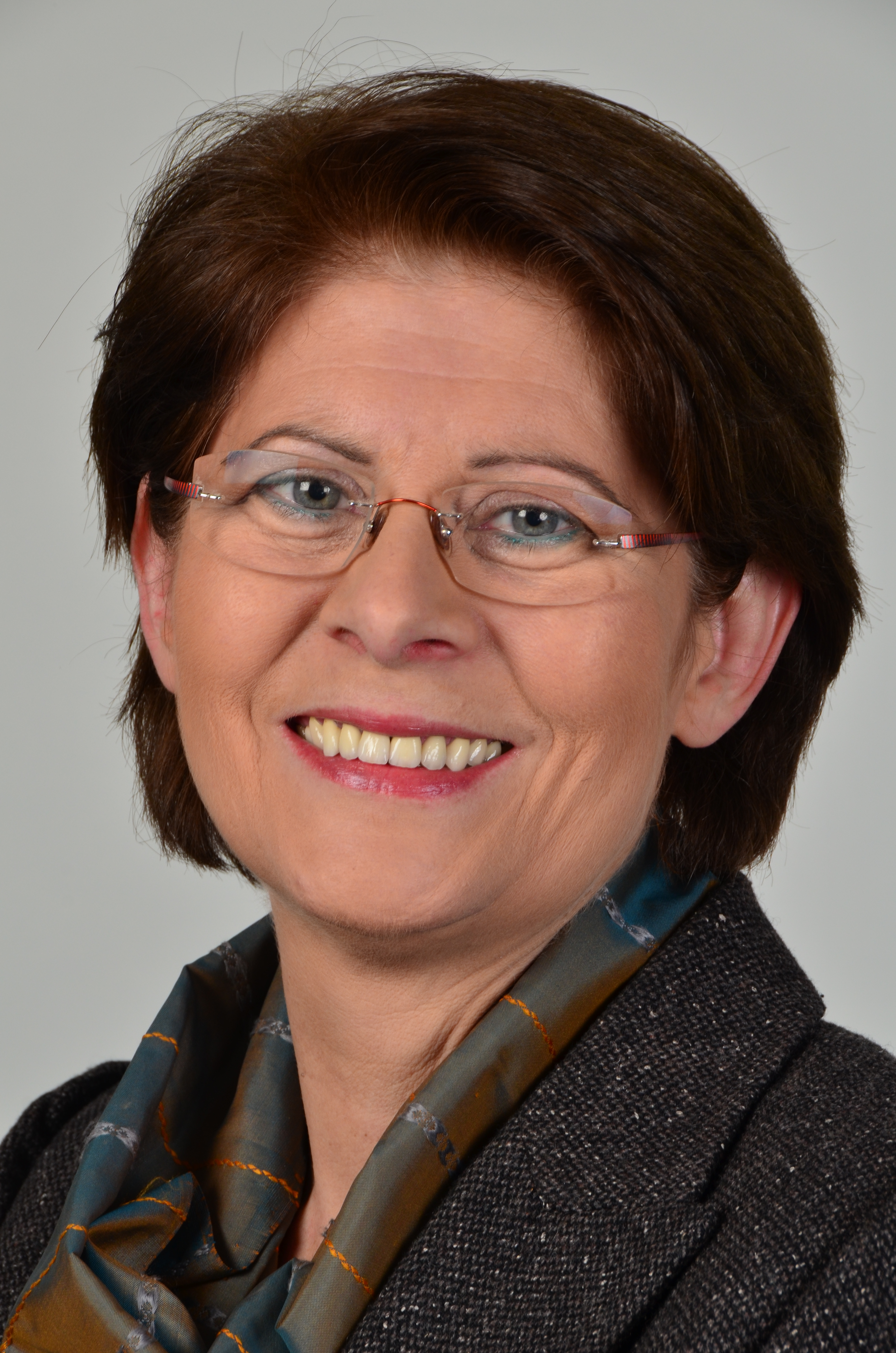
Renate Sommer

Renate Sommer (nascida em 10 de setembro de 1958) é uma política alemã que foi deputada ao Parlamento Europeu (MEP) de 1999 a 2019. Ela é membro da União Democrática Cristã, parte do Partido Popular Europeu.

## Membro do Parlamento Europeu
Entre 1999 e 2009, Sommer actuou na Comissão de Transporte e Turismo. De 2009 a 2014, ela foi membro da Comissão de Liberdades Civis, Justiça e Assuntos Internos. Desde 2014, foi membro da Comissão de Meio Ambiente, Saúde Pública e Segurança Alimentar.
Em 2014, Sommer começou a servir como presidente do European Parliament Beer Club. Em 2010, ela foi relatora da diretiva sobre rotulagem de alimentos e opôs-se a qualquer abordagem em toda a UE para a regulamentação do álcool, citando diferenças culturais entre os países.
Em 2019, durante o debate do novo Regulamento da Legislação Alimentar Geral que se seguiu à polémica reautorização do glifosato, ela opôs-se a um aumento da transparência para a Autoridade Europeia para a Segurança dos Alimentos, mas o plenário do Parlamento Europeu em dezembro de 2018 rejeitou as suas propostas e ela renunciou à sua posição como relatora. O regulamento acabou por ser aprovado em abril de 2019 sem as propostas dela.
 